# Заломеще
Заломеще — річка в Україні у Стрийському районі Львівської області. Ліва притока річки Вадрівки (басейн Дністра).

## Опис
Довжина річки приблизно 5,979 км, найкоротша відстань між витоком і гирлом — 4,55  км, коефіцієнт звивистості річки — 1,31 . Формується багатьма струмками.

## Розташування
Бере початок на північно-східних схилах безіменної гори (1100,5 м). Тече перевапжно на північний схід через село Хітар і впадає у річку Вадрівку, ліву притоку річки Плав'є.